# Calefacción urbana

Calefacción de barrio

La calefacción urbana,  red de calor, calefacción de barrio (traducción del inglés district heating) o telecalefacción es aquella en que el calor (la energía térmica) se produce en una central y se distribuye por una red urbana, del mismo modo en que se hace con el gas, el agua, la electricidad o las telecomunicaciones.
Lo que distingue esta red de las centralizadas de edificio es que sirve a un grupo de edificios que puede ser más o menos grande y sus conducciones discurren bajo el pavimento de las calles o de las zonas comunes del barrio. La extensión de la red puede ser pequeña, para un grupo de casas; mediana o grande, abarcando toda una población.

## Morfología

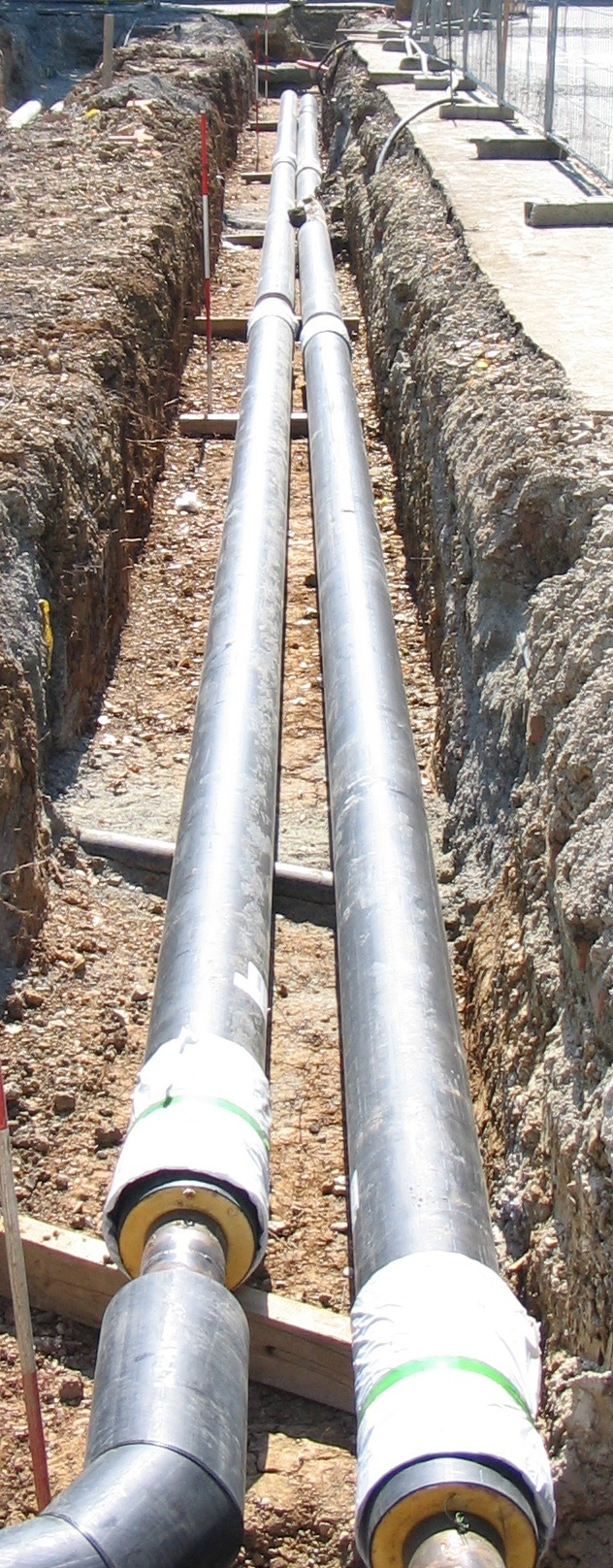
Tuberías de una red de calefacción urbana

Desde una central de producción de calor se distribuye un caloportador, generalmente agua caliente, por medio de conducciones aisladas térmicamente hacia las subcentrales de edificio donde, con un intercambiador, se prepara el agua con las características (presión y temperatura) propias de la instalación del edificio. Esta subcentral es como cualquier central térmica de edificio, pero con intercambiador en lugar de caldera.
El agua, que ha dejado en las subcentrales de edificio una parte del calor que transportaba, vuelve a la central de producción para ser recalentada y reenviada a la red.

## Características
La ventaja de este tipo de calefacción se basa en que los sistemas productores de calor de gran tamaño tienen rendimientos mucho mayores que los pequeños, de modo que se aprovecha mejor el combustible. Por término medio, se calcula que tiene rendimientos un 10% superiores, como mínimo, a los sistemas centralizados de edificio y entre un 30 y un 40% superiores a los individuales de vivienda, lo que supone un gran ahorro de emisiones de gases de efecto invernadero. Además, las emisiones de la central son más limpias de otros contaminantes que las de calderas más pequeñas, debido a que, por un lado tienen un sistema de revisiones y puesta a punto frecuentes, y por otro pueden disponer de sistemas específicos de depuración de humos, muy caros en centrales pequeñas.
Desde el punto de vista puramente económico también es favorable, pues al ser la central térmica gran consumidora de combustible se puede negociar con los suministradores precios más bajos del combustible.
Pero la mayor ventaja de estas instalaciones es que, como fuente de calor, pueden utilizar otras posibilidades, como la energía geotérmica (aguas termales) o energías residuales de procesos térmicos de la industria o de la generación de electricidad (cogeneración). Estas fuentes de calor pueden añadirse a la red en el momento en que aparezcan (nueva instalación de una industria, por ejemplo).
Cuando se utiliza una fuente de energía gratuita o residual, el reparto de calor también puede servir para generar frío para climatización mediante aparatos de absorción instalados en las subcentrales de edificio, con unos rendimientos económicos muy favorables respecto a los de la generación por compresión por electricidad.

## Ejemplos
Uno de los casos más conocidos es el del sistema de vapor de la Ciudad de Nueva York, operado actualmente por Consolidated Edison y que lleva vapor para calentar o enfriar ambientes a más de 1 millón de clientes.
La calefacción de barrio también es habitual en los países nórdicos y en Rusia. Moscú es otra gran ciudad que dispone de un extenso sistema de calefacción urbana desde hace décadas.
En España hay varios ejemplos de calefacciones de barriada. Concretamente en Madrid destaca la red de la Ciudad Universitaria de Madrid, quizá la más antigua de España todavía en funcionamiento, de la que el edificio de la central térmica, obra del arquitecto Manuel Sánchez Arcas y del ingeniero Eduardo Torroja, fue el primer Premio Nacional de Arquitectura en 1932. Esta central da servicio a muchas facultades de la actual Universidad Complutense de Madrid. Otros ejemplos más recientes son Colonia de la Esperanza, Barrio Altamira o Meseta de Orcasitas.

## Geotermia
El gobierno de la provincia del Neuquén, Argentina, en la década del año 1980, estudió e hizo dos perforaciones al pie del volcán Copahue con fines geotérmicos, lo que produjo la instalación de una planta piloto generadora de energía para darla a la localidad de Caviahue-Copahue. Dicha instalación no fue utilizada y en la actualidad se está promoviendo un concurso de inversiones a fin de instalar una planta de generación de energía utilizando dicho recurso.
A su vez, y para aprovechar los fluidos geotérmicos, realizó una inversión importante para calefactar calles del Centro Turístico Termal Copahue y mantener abierto el centro en invierno, ya que el Centro se encuentra a 2000 m s. n. m. y en inviernos normales no puede accederse debido a la acumulación de nieve. Estas aguas termales, ya habían sido estudiadas en los años 1950 por el científico Gregorio Álvarez. Así en 1999, se inauguró en Copahue un sistema de calefacción de calles por suelo radiante. Ello permite que el calor mantenga descongeladas las calles, y posibilita así la prolongación de las temporadas, al resolver -además- el tema de barrer la acumulación de níeve en el acceso desde Caviahue. Este sistema toma vapor geotérmico de los pozos a 1300 m de profundidad -con una temperatura superior a los 110 °C- y lo distribuye bajo las calles por 45.000 m de tuberías inoxidables. El calor que liberan, impide la acumulación de nieve o hielo. La siguiente etapa, aún inconclusa a 2010, es calefaccionar con geotermia todos los edificios. Algo así como la utilización racional del recurso, que hoy se desaprovecha.